# Zakłady Maszynowe „Hamech”
Zakłady Maszynowe „Hamech” – firma  produkująca maszyny i urządzenia dla przemysłu drzewnego, meblarskiego i leśnictwa. Zakład istnieje w Hajnówce od 24 października 1951.

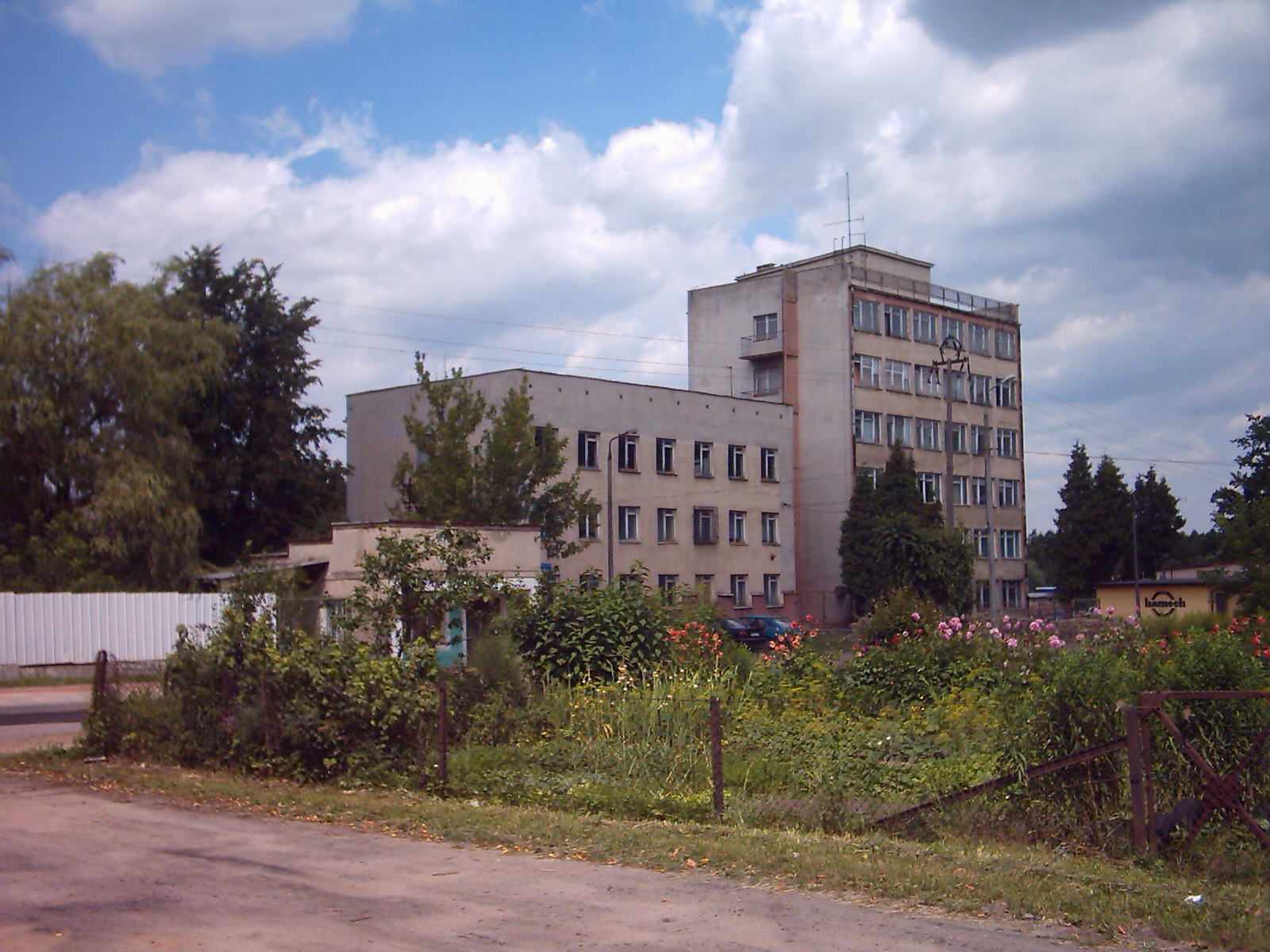
Biurowiec „Hamechu”

## Historia
Zakład został utworzony na podstawie zarządzenia Ministra Leśnictwa z dnia 24.10.1951, pod nazwą „Hajnowski Zakład Przemysłu Maszynowego Leśnictwa”. Przedsiębiorstwo powstało na bazie warsztatów mechanicznych Zarządu Kolejek Leśnych przekazanych według stanu na 31.12.1951 z  Państwowej Centrali Drzewnej w Warszawie, a działalność swoją rozpoczęło 01.01.1952. Do 1960 zbudowano dwie hale produkcyjne, budynek administracyjny, dwa budynki mieszkalne. Od 1964 zaczęto produkować maszyny i urządzenia na potrzeby leśnictwa, uruchomiono produkcją podwozi dla traka polowego. 1965 wdrożono produkcję suszarni tarcicy oraz gilotyn do okleiny i sklejki, suszarnię do runa leśnego „Leśniczanka”, przyczep kłonicowych do wywózki drewna z lasu, przenośniki dla fabryk płyt wiórowych. W 1967 rozpoczęto budowę przyczep do ciągników „Dzik”. Od 1970 zakład produkował maszyny na potrzeby zakładów przerobu drewna i eksploatacji lasu. W 1979 produkowano około 40 typów maszyn i urządzeń. Zatrudnienie w tym czasie wynosiło 539 osób. W 1986 uruchomiono produkcję obrabiarek do drewna. Pod koniec lat 90. produkowano między innymi kotły c.o.
W 1990 zakład zmienił nazwę na Zakłady Maszynowe „Hamech” w Hajnówce. Na podstawie aktu komercjalizacji z dniem 01.01.2008 przedsiębiorstwo zostało przekształcone w firmę pod nazwą Zakłady Maszynowe „Hamech” Sp. z o.o. Firma specjalizuje się w kompleksowej realizacji obiektów suszarniano-energetycznych, a także modernizacji starych kotłowni i suszarń.

## Produkcja
- Suszarnie przeznaczone do suszenia tarcicy i półfabrykatów z drewna iglastego i liściastego do żądanej wilgotności końcowej.

- Parzelnie wysokotemperaturowe – urządzenie typu komorowego przeznaczone do termicznej modyfikacji drewna gatunków iglastych i liściastych, w atmosferze pary wodnej i temperaturze do 200 °C w celu polepszenia niektórych właściwości fizykochemicznych oraz przebarwienia drewna.

- Ekologiczne kotłownie – kompleksowe wyposażenie kotłowni przeznaczonych do spalania rozdrobnionego drewna i uzyskania na tej drodze ciepła na cele grzewcze centralnego ogrzewania lub cele technologiczne. Kotłownie budowane są na bazie urządzeń AZSD, kotłów wodnych i zestawów grzewczych typu ZGH.

- Obrabiarki do drewna

Obtaczarka DF-140 do obróbki drewna na okrągło w zakresie średnic fi 40-150 mm.
Pilarka formatowa TYP DFTP-400 – wysokowydajna maszyna z piłą podcinającą i ruchomym stołem o długości (według wyboru 1600, 1900, 2800, 3200 mm).
- Ściana lakiernicza

Ściana typu SWS – urządzenie wentylujące obszar stanowiska roboczego natrysku oraz wychwytującym mgłę powstającą przy malowaniu natryskowym przedmiotów.
- Suszarnie pozostałe – suszarnia do tytoniu, suszarnia do owoców, warzyw, ziół, suszarnia do pieczywa.